# Åkesta
Åkesta is een plaats in de gemeente Västerås in het landschap Västmanland en de provincie Västmanlands län in Zweden. De plaats heeft 97 inwoners (2005) en een oppervlakte van 8 hectare.